# 维罗海滩 (佛罗里达州)
维罗海滩（英語：Vero Beach），是美国佛罗里达州印第安河縣下属的一座城市。建立于1919年。面积约为33.5平方公里（约合12.9平方英里）。根据2010年美国人口普查，该市有人口16,939人。论人口在本州排行第116。